# Järnvägslinjen Sevilla–Cádiz
Järnvägslinjen Sevilla–Cádiz (spanska Línea de alta velocidad Sevilla-Cádiz) är en spansk järnvägssträcka mellan Sevilla och Cádiz.

## Historik
Cádiz hade tidigare en förhållandevis dålig förbindelse med resten av järnvägsnätet, det beslutades därför att förbättra denna. Som förberedelse byggdes nya hållplatser i området runt Cádiz i början av 1990-talet. År 2000 byggdes en ny city-tunnel genom Cádiz med flera underjordiska stationer, denna blev färdig redan 2001. 2004 påbörjade utbyggandet av de enkelspåriga sträckorna mellan Cádiz och Jerez de la Frontera till två spår. Sidolinjen till Campus Puerto Real öppnades 2005.
Sträckan är under uppgradering till höghastighetsbana, den planeras vara färdig 2012.[uppföljning saknas] Linjen följer den ursprungliga traséen och har iberisk spårvidd (bredspår, 1668 mm), sliperna är dock konstruerade för en senare ombyggnad till normalspår. Banan är planerad för en maximal hastighet på 250 km/t, alla planövergångar har tagits bort.
Det planeras att delar av linjen dessutom till järnvägstrafiken ska trafikeras av ett stadsbanesystem med två linjer.[uppföljning saknas] Linje 1, mellan Cádiz och Chiclana de la Frontera, är under anläggning och väntas sättas i drift 2012. Linje 2, mellan Cádiz och Jerez flygplats, planeras, traséen ska gå över en ny bro över Cadizbukten, denna väntas vara färdigbyggd tidigast i mitten av 2014. När sträckan är färdigutbyggd kommer den betjänas av höghastighetståg, regionaltåg, stadsbana och godståg.

## Restider
| Utgångspunkt | Slutstation          | Nuvarande restid | Framtida restid | Reduktion  |
| ------------ | -------------------- | ---------------- | --------------- | ---------- |
| Cádiz        | Jerez de la Frontera | 0:35             | 0:28            | 0:07 (20%) |
| Cádiz        | Sevilla              | 1:38             | 0:55            | 0:43 (44%) |
| Cádiz        | Córdoba              | 2:31             | 1:40            | 0:55 (35%) |
| Cádiz        | Madrid               | 4:17             | 3:11            | 1:06 (26%) |
| Cádiz        | Barcelona            | 7:40*            | 6:25            | 1:15 (16%) |

* Övergång i Sevilla.